# La Mer au loin
Pour plus de détails, voir Fiche technique et Distribution.
La Mer au loin est un drame romantique français, belge et marocain réalisé par Saïd Hamich et sorti en 2024,.

## Fiche technique
Sauf indication contraire, les informations mentionnées dans cette section peuvent être confirmées par les bases de données cinématographiques IMDb et Allociné,  présentes dans la section « Liens externes ».
- Titre original : La Mer au loin
- Réalisation : Saïd Hamich
- Scénario : Saïd Hamich
- Musique : Pauline Rambeau de Baralon
- Décors : Teresa Hurtado Escobar
- Costumes : Charlotte Richard
- Photographie : Tom Harari
- Son : François Aubinet, François Abdelnour et David Gillain
- Montage : Lilian Corbeille
- Production : Saïd Hamich et Sophie Penson
  - Coproduction : Marion Busque et Joseph Rouschop
- Sociétés de production : Barney Production, Mont Fleuri et Tarantula Belgique
- Sociétés de distribution : The Jokers Films
- Pays de production :  France,  Belgique et  Maroc
- Langue originale : français et arabe
- Format : couleur
- Genre : Drame romantique
- Durée : 117 minutes
- Dates de sortie :
  - France : 
    - 17 mai 2024 (Cannes)
    - 5 février 2025 (en salles)

## Distribution
- Ayoub Gretaa : Nour
- Anna Mouglalis : Noémie
- Grégoire Colin : Serge
- Omar Boulakirba : Houcine
- Rym Foglia : Fadela
- Sarah Henochsberg : Blandine
- Ali Mehdi Moulai : Khaled
- Grégoire Le Du : Éric